# Shakeem Mc Kay
Shakeem Mc Kay (* 26. März 2003 in Laventille) ist ein Leichtathlet aus Trinidad und Tobago, der sich auf den Sprint spezialisiert hat.

## Sportliche Laufbahn
Erste Erfahrungen bei internationalen Meisterschaften sammelte Shakeem Mc Kay bei den CARIFTA Games 2018 in Nassau, bei denen er in 10,98 s den fünften Platz im 100-Meter-Lauf in der U17-Altersklasse belegte und über 200 Meter mit 22,38 s im Vorlauf ausschied. Im Jahr darauf gelangte er bei den CARIFTA Games in George Town mit 11,12 s auf Rang acht über 100 Meter in der U17-Altersklasse und belegte in 22,00 s den sechsten Platz im 200-Meter-Lauf. Zudem gewann er in der 4-mal-100-Meter-Staffel in 42,45 s die Bronzemedaille. Im Juli wurde er bei den U18-NACAC-Meisterschaften in Santiago de Querétaro in 22,22 s Siebter über 200 Meter und gewann im Staffelbewerb in 41,82 s die Silbermedaille. 2021 gelangte er bei den U20-NACAC-Meisterschaften in San José mit 21,65 s auf den fünften Platz über 200 Meter und schied anschließend bei den U20-Weltmeisterschaften in Nairobi mit 21,42 s in der ersten Runde aus. Im Jahr darauf belegte er bei den CARIFTA Games 2022 in Kingston in 21,79 s den vierten Platz über 200 Meter in der U20-Altersklasse und gewann mit der 4-mal-400-Meter-Staffel in 3:09,67 min die Silbermedaille. Im Juli belegte er mit der Staffel bei den Weltmeisterschaften in Eugene mit 3:00,03 min im Finale den fünften Platz und anschließend schied er bei den U20-Weltmeisterschaften in Cali mit 21,30 s im Vorlauf über 200 Meter aus und schied mit der 4-mal-100-Meter-Staffel mit 21,30 s ebenfalls in der Vorrunde aus. Im Herbst begann er ein Studium an der Louisiana State University in den Vereinigten Staaten. 2023 verpasste er bei den Weltmeisterschaften in Budapest mit 3:01,54 min den Finaleinzug mit der Staffel. Bei den World Athletics Relays 2024 auf den Bahamas sicherte er der 4-mal-400-Meter-Staffel einen Startplatz bei den Olympischen Spielen in Paris, bei denen er mit 3:06,73 min in der Vorrunde ausschied.

## Persönliche Bestzeiten
- 100 Meter: 10,64 s (−0,3 m/s), 14. Mai 2022 in Scarborough
- 200 Meter: 20,97 s (−1,8 m/s), 9. Mai 2024 in Gainesville
- 400 Meter: 46,39 s, 10. Mai 2024 in Gainesville
  - 400 Meter (Halle): 47,02 s, 23. Februar 2024 in Fayetteville